# Wolfgang Strödter
Wolfgang Strödter (* 5. April 1948 in Bad Homburg vor der Höhe; † 4. Juni 2021) ist ein ehemaliger deutscher Hockeyspieler und Olympiasieger. Er spielte insgesamt 176 mal für die deutsche Hockeynationalmannschaft und erzielte 153 Tore.

## Karriere
Wolfgang Strödter war Abwehrspieler, wurde aber wegen seiner Schlagstärke in allen Teams auch als Strafeckenspezialist eingesetzt. Er begann seine Karriere 1958 mit zehn Jahren beim Gladbacher HTC, mit dem er 1966 Hallenmeister und Freiluftmeister wurde, 1967 konnte der Freilufttitel erfolgreich verteidigt werden. 1970 wechselte er zu Rot-Weiss Köln. Mit den Rot-Weissen wurde er 1972, 1973 und 1974 Deutscher Meister im Feldhockey, 1974 gewann die Mannschaft auch im Hallenhockey. Nach seinem Studium wechselte er zurück zum Gladbacher HTC, mit dem er 1981 noch einmal Deutscher Meister im Feldhockey wurde.
1969 debütierte Strödter in der Nationalmannschaft und war Ersatzspieler bei den Olympischen Spielen 1972, als diese Olympiasieger wurde.
Für den Gewinn der Goldmedaille bei den Olympischen Spielen 1972 wurde er am 11. September 1972 mit dem Silbernen Lorbeerblatt ausgezeichnet.
Nach den Olympischen Spielen trat der Mannschaftskapitän Carsten Keller zurück und in den folgenden Jahren bildete Strödter zusammen mit Michael Peter den Rückhalt der deutschen Nationalmannschaft.
Nach Bronze bei der Feldhockey-Weltmeisterschaft 1973 gewann die Mannschaft 1974 die Europameisterschaft im Hallenhockey. Bei der Feldhockey-Weltmeisterschaft 1975 folgte erneut Bronze. 1976 wurde die Mannschaft zum zweiten Mal Halleneuropameister. Bei den Olympischen Spielen 1976 wurde die deutsche Mannschaft Fünfter. Nach einem vierten Platz bei der Weltmeisterschaft 1978 gewann das Team im gleichen Jahr bei der Europameisterschaft in Hannover den Titel. Nach dem Gewinn des dritten Halleneuropameistertitels 1980 war der Olympiaboykott 1980 ein herber Rückschlag in der Erfolgsbilanz des deutschen Hockeybundes. Wolfgang Strödter zog sich danach aus der Nationalmannschaft zurück.
Von 1980 bis 1988 war Wolfgang Strödter der Trainer der deutschen Damennationalmannschaft. 1981 wurde er mit der Mannschaft Weltmeister, 1984 gewann das Team die Silbermedaille bei den Olympischen Spielen, zwei Jahre später gewann das Team Silber bei der Weltmeisterschaft 1986. Nach dem fünften Platz bei den Olympischen Spielen 1988 endete seine Trainertätigkeit.
Seit 1990 arbeitet Strödter bei einem Entsorgungsunternehmen, bei dem er heute Betriebsleiter ist.